# Spaniocelyphus sumatranus
Spaniocelyphus sumatranus är en tvåvingeart som beskrevs av Malloch 1929. Spaniocelyphus sumatranus ingår i släktet Spaniocelyphus och familjen Celyphidae. Inga underarter finns listade i Catalogue of Life.